# BTV (rete televisiva)
bTV è la prima emittente televisiva privata nazionale operante in Bulgaria. La prima trasmissione è andata in onda il 1º giugno 2000 e nel 2001 è iniziata la programmazione 24 ore su 24. Dopo alcuni anni di proprietà da parte di una controllata di News Corporation, nel 2010 è stata venduta alla Central European Media Enterprise (CME) tramite la cooperazione di WarnerMedia e AT&T, per poi essere acquisita nel 2020 da PPF Group.